# St. Ives (película de 1998)
St. Ives es una película producida para la televisión, estrenada el 22 de octubre de 1998, basada en la novela dramática no terminada de Robert Louis Stevenson. Esta película también es conocida como All For Love.
Dirigida por Harry Hook, es protagonizada por: Miranda Richardson como Susan Gilchrist, Anna Friel como Flora Gilchrist, Richard E. Grant como Major Farquhar Chevening, y Jean-Marc Barr como el Capitán Jacques de Keroual de Saint-Yves.

## Trama
El capitán Jacques de Keroual de Saint-Yves, un húsar durante las guerras napoleónicas, es capturado y enviado a las cárceles de Escocia, donde el comandante de dicha cárcel (Farquar Bolingbroke Chevening) le pide lecciones para comunicarse con mujeres. Así, ambos se enamoraron de Flora, quien vive junto a su tía. Cerca del campamento vivían el hermano y abuelo de Jacques (a los que él creía muertos). Así Jacques decide escapar, encontrar a sus parientes y ganarse la mano de Flora.

## Reparto
Fuera de los actores mencionados anteriormente, también participan en esta película:
| - Michael Gough - Cécile Pallas - Jason Isaacs - Vernon Dobtcheff - Tim Dutton - Barney Craig - Desmond Barrit - Patrice Melennec - Adrian Scarborough - Chris McHallem - Enda Oates - Eileen McCloskey - Noel O'Donovan - Ger Carey - Mario Rosenstock - Donncha Crowley - Jonathan Cavendish - Nathaniel Duncan - Mal Whyte - Fraser Cains - Alistair Findlay - Joe Gallagher - Leann Gordan - David Heap - Jimmy Keogh - Brian de Salvo - Daniel André Pageon - Oliver Byles - Charlie Byles - Anna-Marie Bisset - Dominic Harvey - Louis Roden - Ken Rice - Tom Kane - John O'Kane. |